# Microtatorchis bryoides
Microtatorchis bryoides är en orkidéart som beskrevs av Rudolf Schlechter. Microtatorchis bryoides ingår i släktet Microtatorchis och familjen orkidéer. Inga underarter finns listade i Catalogue of Life.